# Ромеро, Марисоль
Марисоль Ромеро (исп. Marisol Guadalupe Romero Rosales; род. 1983) — мексиканская легкоатлетка, которая специализируется в беге на длинные дистанции. Победительница Панамериканских игр 2011 года на дистанциях 5000 и 10 000 метров. На олимпийских играх 2012 года заняла 46-е место с результатом 2:33.08. Заняла 11-е место на чемпионате мира 2013 года в беге на 10 000 метров, показав время 32.16,36.
В 2010 году на чемпионате мира по полумарафону заняла 22-е место — 1:14.13.	

## Личные рекорды
- 10 000 метров — 31.46,43
- Полумарафон — 1:12.18
- Марафон — 2:31.15